# Nephila komaci
La Nephila komaci o araña de seda dorada de Komac es una araña gigante del género Nephila, y está considerada como la araña que teje las mayores telarañas circulares del mundo.

## Hallazgo y distribución
La araña fue identificada por primera vez en un museo de Pretoria, (Sudáfrica) en el año 2000, y vista por primera vez en su hábitat natural en el interior del Parque de elefantes de Tembe (Tembe Elephant Reserve), (Sudáfrica), en el año 2007 y descrita finalmente en el año 2009, por Matjaz Kunter, biólogo de la Academia Eslovena de Ciencias y Artes y por el naturalista Jonathan Coddington, del Museo Nacional de Historia Natural del Instituto Smithsoniano, y habita únicamente en el continente africano: Maputaland-Pondoland - Albany y en Madagascar.

## Hábitat y características
Es una especie en peligro de extinción, y las hembras son las arañas del género Nephila más grandes descubiertas hasta ahora en todo el mundo. 
- Longitud: Las hembras miden 3,8 centímetros (12 centímetros incluyendo las patas). y los machos 2,5 centímetros.
- Color: Dorado.

## Curiosidades
Como descubridor de la especie, el biólogo Matjaz Kunter bautizó a este arácnido con el nombre de Nephila komaci en honor a su colega Andrej Komac, fallecido en accidente de tráfico.